# Byzantijnse beeldhouwkunst
Bij de Byzantijnse beeldhouwkunst hoort de ivoorkunst. Ivoor was zeldzaam waardoor het hoog in aanzien stond. Geschenken voor de keizer waren vaak uit ivoor gemaakt en belangrijke meubelstukken kregen ivoren versierstukken.
Een voorbeeld van een ivoorwerk is het Barberini-diptychon (500 na Christus). Vandaag is dit kunstwerk te bezichtigen in het Louvre in Parijs. Dit was een geschenk aan de keizer. De keizer kan Justinianus, Anastasius I of Zeno zijn. De anonieme keizer zou teruggekeerd zijn van een succesvolle veldtocht: mensen maken teken van onderwerping en Nikè zweeft bij de keizer om hem te kunnen kronen. Boven de keizer is Christus te zien met een kruis in zijn handen.

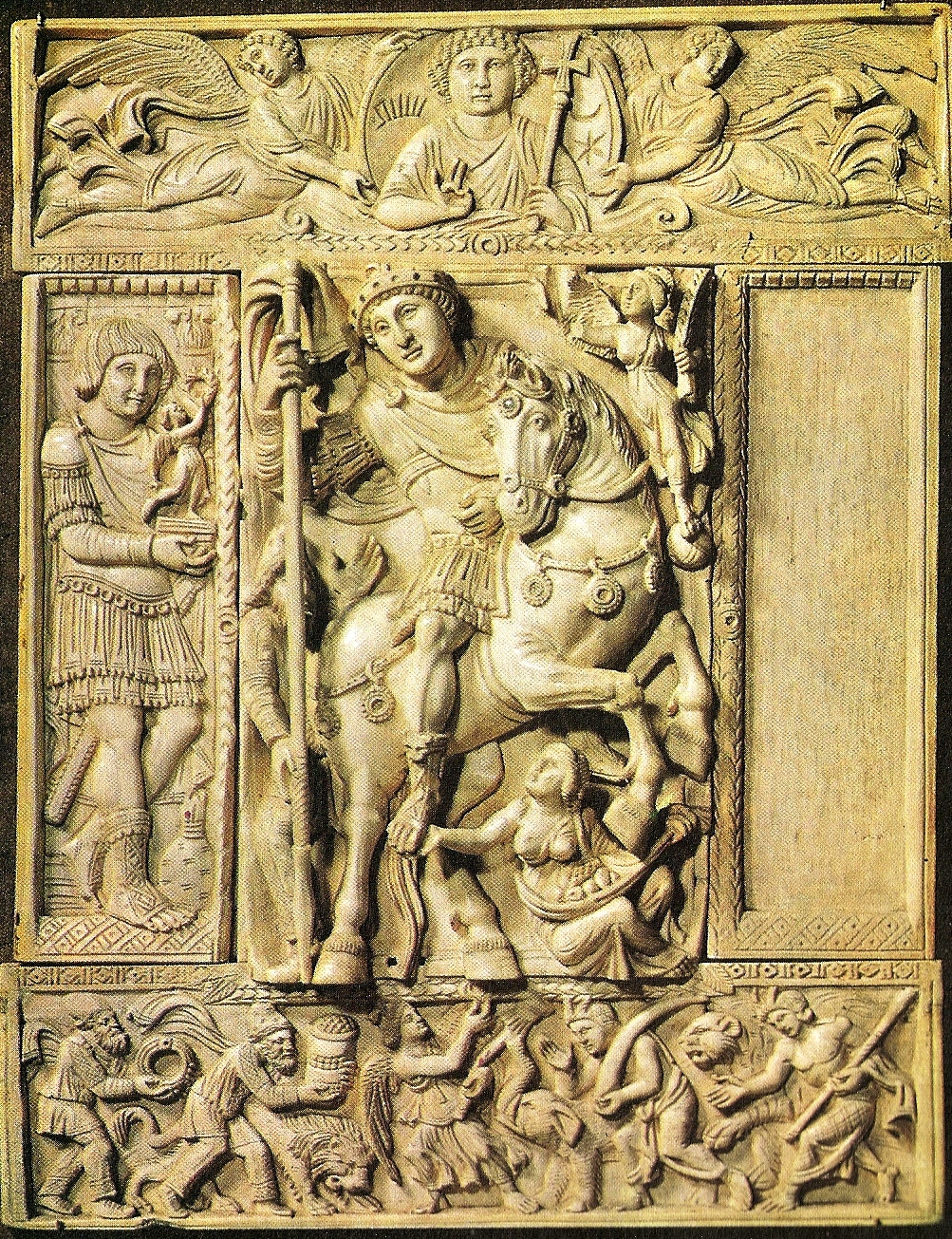
Keizersdiptychon, gemaakt in ivoor rond 500 na Christus.
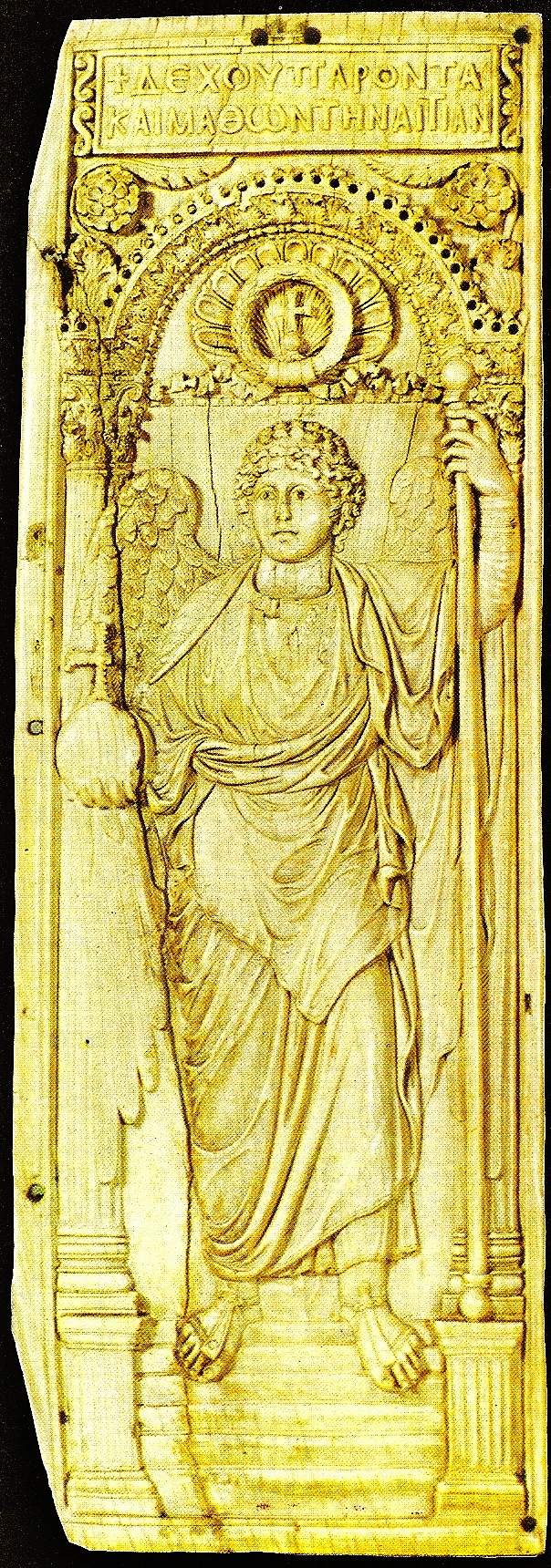
Aartsengel Michaël, gemaakt uit ivoor rond 500 na Christus.

architectuur · beeldhouwkunst · literatuur · muziek · schilderkunst – 
lijst van kunstenaars